# Digonocryptus grenadensis
Digonocryptus grenadensis är en stekelart som först beskrevs av William Harris Ashmead 1900.  Digonocryptus grenadensis ingår i släktet Digonocryptus och familjen brokparasitsteklar. Inga underarter finns listade i Catalogue of Life.